# كلاوس فيشر
كلاوس فيتشر (بالألمانية: Klaus Fischer)، من مواليد 27 ديسمبر 1949، لاعب كرة قدم ألماني سابق، ومدرب كرة قدم حالي وكان هداف فريق شالكه 04 الألماني برصيد 182هدف .
لعب مع منتخب ألمانيا لكرة القدم.

## مسيرته الكروية
لعب كلاوس فيشر خلال مسيرته الاحترافية مع 4 أندية في عشرون موسمًا وسجل خلالها 268 هدف ضمن 535 مباراة. حيث فاز في موسمين بالكأس ولم يفز بأي دوري.
خاض كلاوس فيشر مسيرته مع نادي ميونخ 1860 في موسم 1968–69 ولمدة موسمين، مشاركًا في 60 مباراة سجل خلالها 28 هدفًا. ثم انتقل إلى نادي شالكه 04 في موسم 1970–71 ليلعب معه أحد عشر موسمًا، حيث شارك في 295 مباراة سجل خلالها 182 هدف. لينتقل بعدها إلى نادي كولن في موسم 1981–82 واستمر معه طيلة ثلاثة مواسم، مشاركًا في 96 مباراة سجل خلالها 31 هدفًا. ثم انتقل إلى نادي بوخوم في موسم 1984–85 ليلعب معه أربعة مواسم، مشاركًا في 84 مباراة سجل خلالها 27 هدفًا.

## روابط خارجية
- كلاوس فيشر على موقع IMDb (الإنجليزية)
- كلاوس فيشر على موقع ديسكوغز (الإنجليزية)

- كلاوس فيشر على موقع الاتحاد الدولي (مؤرشف)  (الإنجليزية)
- كلاوس فيشر على موقع الاتحاد الأوربي (الإنجليزية)
- كلاوس فيشر على موقع قاعدة بيانات كرة القدم.إي يو (الإنجليزية)
- كلاوس فيشر على موقع ناشيونال فوتبول تيمز (الإنجليزية)
- كلاوس فيشر على موقع عالم كرة القدم.نت (الإنجليزية)